# Scopula clarivialis
Scopula clarivialis là một loài bướm đêm trong họ Geometridae.